# Royal National Lifeboat Institution

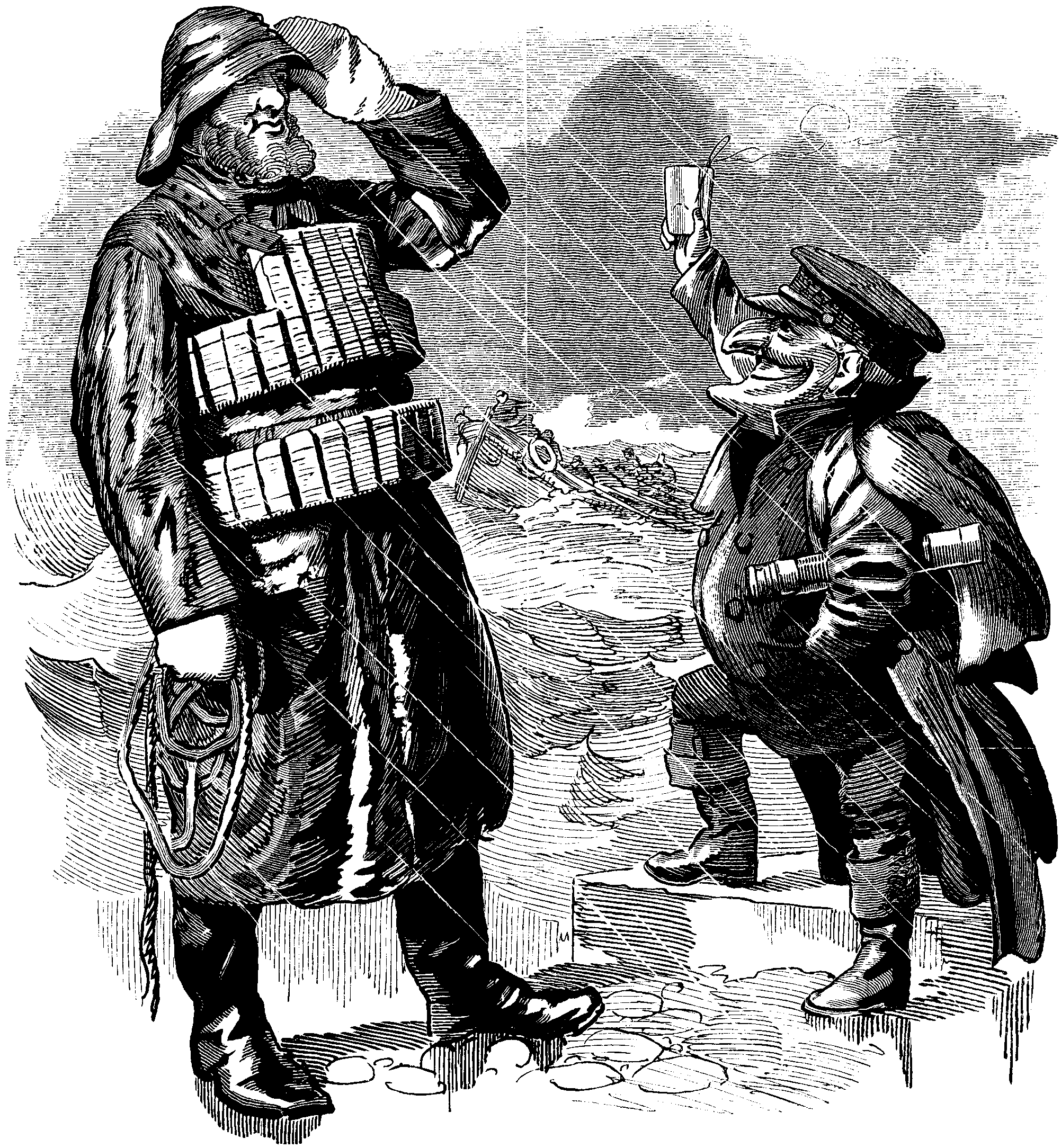
Teckning i Punch 1892 med hyllning till Royal National Lifeboat Institution
^{*... Queen Victoria meddelar sin uppskattning av räddandet av besättning och passagerare på ångfartyget Eider 1892".}

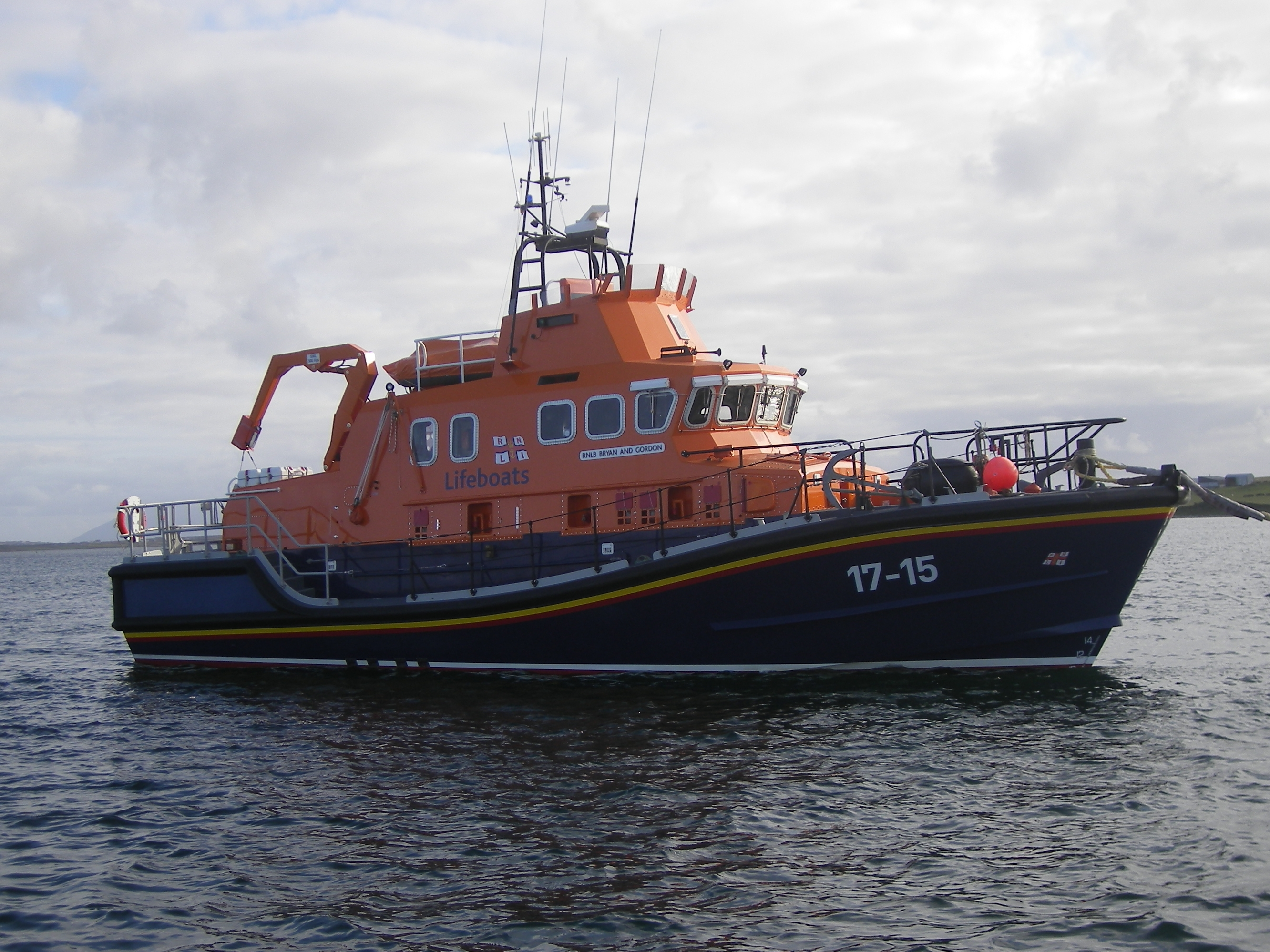
RNLB Bryan and Gordon

Royal National Lifeboat Institution, RNLI, är en brittisk sjöräddningsorganisation, grundad 1824.

## Historik
William Hillary grundade 1824 National Institution for the Preservation of  Life from Shipwreck. Namnet ändrades till Royal National Lifeboat Institution 1854.

## Bildgalleri

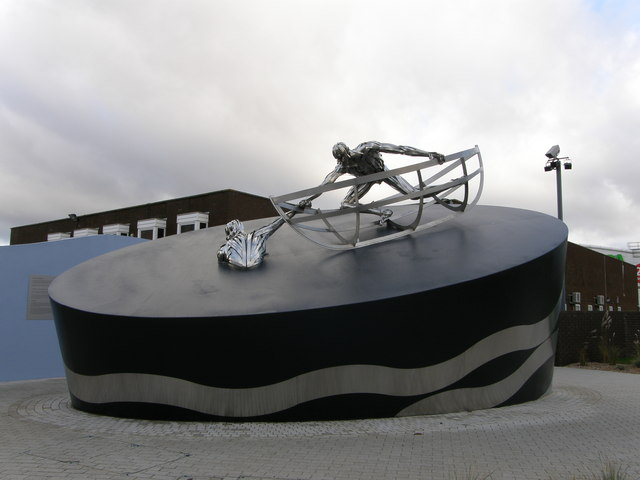
Minnesmärke utanför RNLI:s huvudkontor i Poole
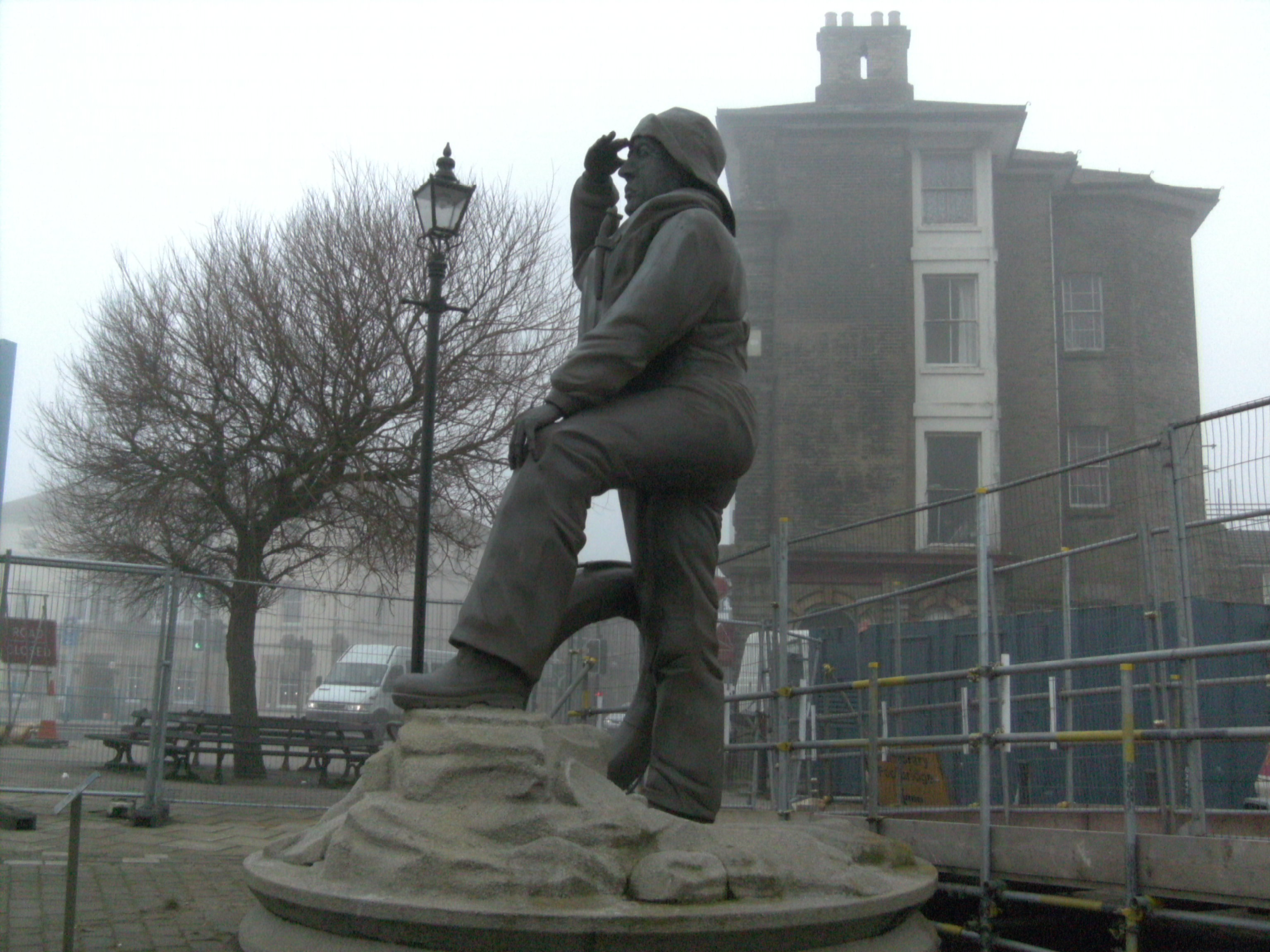
Minnesmärke över RNLI i Lowestoft